# Dragões da Real (escola de samba)
O Grêmio Recreativo Cultural Escola de Samba Dragões da Real é uma escola de samba da cidade de São Paulo, fundada em 2000 por membros da torcida organizada do São Paulo Futebol Clube.

## História
A Dragões da Real foi fundada em 17 de março de 2000 por alguns associados da torcida do São Paulo que já frequentavam algumas escolas de samba. A decisão em fundar uma nova escola teve o objetivo de proporcionar maior integração e cultura aos associados.
Em seu primeiro ano de existência, na preparação para seu desfile inicial, a agremiação se defrontou com dificuldades, a UESP (entidade a qual a Dragões se filiou) não repassara a verba às escolas de samba do Grupo de Espera. Desse modo, todo o trabalho carnavalesco foi feito através de trabalhos voluntários e um grande aporte financeiro da torcida e de alguns associados que se mobilizaram a fim de colocar a Dragões em condições de desfilar.
Em 2001, logo na sua estreia a agremiação tornou-se campeã, obtendo o título do grupo 4 da UESP.
No ano de 2002, já no Grupo III, a agremiação acabou passando por alguns problemas ficando na 5º colocação.
Em 2003, voltando a disputar o Grupo III, tornou-se campeã novamente, ascendendo assim ao Grupo II.
Em 2004 já no Grupo II, a agremiação sagrou-se novamente campeã. Tal conquista propiciou à agremiação a oportunidade de desfilar no sambódromo do Anhembi pela primeira vez em sua, até então ,curta história de 4 carnavais.
Em 2005 disputando com escolas de samba tradicionais, que inclusive já haviam participado do Grupo Especial, a agremiação em seu primeiro ano de desfile no Anhembi alcançou a 2ª colocação e conseguiu ascender mais uma etapa, assim passando a figurar em 2006 entre as escolas do Grupo de Acesso.
Com essa ascensão, os ensaios, alegorias, fantasias, enfim tudo na escola passou a tomar vulto e paulatinamente a estrutura de trabalho foi aumentando e com isso a participação dos associados e simpatizantes também aumentou.
Nos anos de 2006, 2007 e 2008 a agremiação disputou o Grupo de Acesso vindo a terminar seguidamente na mesma colocação nesses anos, o 5º lugar. Em 2009, obteve o terceiro lugar.

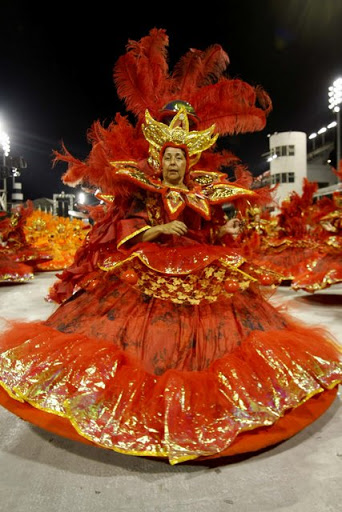

Em 2010 a escola fez o desfile com enredo Renovação… Assim Caminha a Humanidade, a escola era indicada como uma das favoritas a conseguir o acesso, mas suas notas no quesito Evolução não foram boas. Por isso, acabou empatada com a Unidos do Peruche no cômputo geral, mas ficou atrás desta com os critérios de desempate, com novo terceiro lugar.
Com o enredo sobre Contos, em 2011 sagrou-se campeã do Grupo de Acesso, assim conseguindo o acesso ao Grupo Especial.

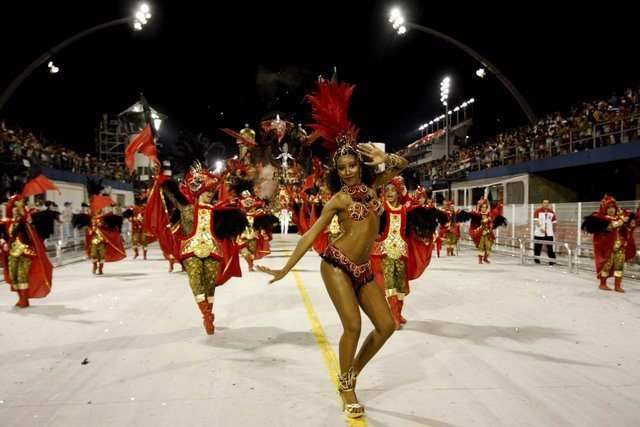

Em 2012 foi a primeira escola a desfilar no sábado (18 de fevereiro de 2012), desfile que rendeu à escola acabou uma honrosa 7ª colocação.
Em 2013 a escola falou de seu próprio símbolo, o Dragão, apresentando a figura em diversas mitologias, em filmes como "Coração de Dragão" e até no desenho animado Caverna do Dragão. O desfile foi considerado surpreendente pela crítica, superou a Império de Casa Verde no quesito de desempate, rendendo à Dragões a 4ª posição.
Para 2014, contratou a carnavalesca Rosa Magalhães para elaborar seu desfile. A Dragões apresentou o enredo "Um Museu de Grandes Novidades", que abordava a cultura pop das décadas de 1970 e 80, fez um belíssimo desfile, com alegorias grandiosas, mas obteve o quinto lugar mesma pontuação que a Tucuruvi que no critério de desempate pecou em harmonia.
Em 2015 apresentou o enredo "Acredite Se Puder!" buscando o tão sonhado título, o enredo lúdico contava a historia de um livro de mesmo nome do enredo, onde apresentava fadas, duendes, bruxas e outras figuras e lugares fantásticos. Apesar do desfile correto sem grandes falhas acabou na 5ª posição e garantiu o retorno ao desfile das campeãs. Para comemorar seus 15 anos em 2016 a escola leva a historia de presentes para a avenida com o enredo "Surpresa! Adivinha o que eu trouxe pra você", o tema abordou das lembrancinhas aos presentes das datas especiais e com bom humor lembrou ainda dos presentes ruins. Fez um desfile caprichado e divertido, mas não chegou a impactar terminando na 6ª posição.
Após o resultado do ano anterior a escola mudou seu foco em enredo lúdico e pra 2017 escolheu o enredo "Dragões canta Asa Branca", o tema contou a história da música que é considerado um verdadeiro hino para o povo nordestino. Com um desfile vibrante e samba envolvente fez uma festa nordestina na avenida, com isso a escola conquistou um inédito vice-campeonato do Carnaval de São Paulo. A Dragões liderou até a última nota da apuração, quando empatou na pontuação final com a Acadêmicos do Tatuapé, mas no critério de desempate perdeu no quesito samba-enredo. Vice-campeã no ano anterior, a Dragões da Real contou em 2018 a história da música sertaneja no Brasil, através do tema "Minha música, minha raiz. Abram a porteira para essa gente caipira e feliz" fez uma grande referência à cultura popular brasileira. A escola fez festa do interior no Anhembi e misturou samba com sertanejo de raiz, exaltou a música caipira e cultura do campo. Ficou com quinto lugar após perder ponto apenas em alegorias.
Para 2019 a escola trouxe o enredo A invenção do tempo, Uma odisseia em 65 minutos. Retratou de forma clara e objetiva o tema proposto, trazendo um dos abre-alas mais bonitos do ano. Com um desfile técnico e bem sucedido, como é de praxe nos desfiles da Dragões, a escola mais uma vez bateu na trave, ficando com um honroso 2° lugar, à apenas um décimo de diferença da primeira colocada.
Em 2020 falando sobre a Revolução do Riso, trouxe um enredo com um apelo social significativo e também homenageando os Doutores da Alegria. O desfile também marca a despedida de Simone Sampaio do posto de rainha da Bateria Ritmo que Incendeia, sendo este seu último desfile pela agremiação. A escola entra animada, com uma linda comissão de frente e faz um belo desfile técnico, mas perde pontos em fantasia, bateria e alegorias, que não estavam de fácil entendimento, exemplo do carro abre-alas que era bem confuso, embora o Dragãozinho tenha sido a atração mais simpática do carro. Conseguiu neste ano um modesto 6º lugar, fechando o ciclo de trabalhos do carnavalesco Mauro Quintaes na agremiação.
Para 2021, a escola tinha Jorge Silveira como carnavalesco e pretendia contar com o tema "O dia em que a Terra parou", que traria para o Anhembi um cenário quase apocalíptico (inspirado nos acontecimentos globais causados pelo coronavírus) e que serviria como forma de reflexão para nossos atos. No entanto, após o adiamento dos desfiles para abril de 2022, os dirigentes da Dragões decidiram mudar o foco, trabalhando em cima do enredo "Adoniran", sobre o gênio do samba paulistano. Última escola a desfilar no primeiro dia do carnaval, a Dragões fez uma apresentação bonita, mas distante do clima arrebatador de outros anos. Além disso, a primeira porta-bandeira passou mal e teve de ser retirada às pressas da pista no meio do desfile, o que comprometeu a escola aos olhos dos jurados, que na apuração, a despontuaram com três décimos, fazendo com que a Dragões da Real ficasse em um decepcionante 7º lugar. 

Em 2023, reforçou seu time com o carnavalesco multicampeão Jorge Freitas, que colecionou títulos nas co-irmãs Gaviões da Fiel, Rosas de Ouro, Império de Casa Verde e Mancha Verde. Para o desfile, propôs um enredo sobre a Paraíba, com o título "Paraíso Paraibano – João Pessoa, a Porta do sol das Américas". A agremiação fez uma bonita e correta apresentação ao fechar o sábado de carnaval. Conseguiu um modesto quinto lugar, voltando ao Desfile das Campeãs pela primeira vez desde 2019. Jorge Freitas renovou com a escola dias depois.  

## Segmentos

### Presidentes
| Nome                                | Mandato           | Ref.  |
| ----------------------------------- | ----------------- | ----- |
| Marcos Paulo Sodré de Assis         | 2000 - 2003       |       |
| Ronaldo da Silva                    | 2003 - 2008       |       |
| Flavio Mendes Beverari              | 2008 - 2011       |       |
| Renato Remondini Rodrigues "Tomate" | 2011 - atualidade | [ 9 ] |

### Intérpretes
| Carnavais  | Intérprete oficial | Referências |
| ---------- | ------------------ | ----------- |
| 2001-2002  | Juscelino Alves    |             |
| 2003-2005  | Daniel Collête     |             |
| 2006-2007  | Nilson Valentim    |             |
| 2008-2010  | Edmar Guiã         |             |
| 2011-2016  | Daniel Collête     |             |
| 2017-atual | René Sobral        | [ 10 ]      |

### Diretores
| Período      | Diretor de Carnaval     | Diretor geral de harmonia | Mestre de bateria | Ref.          |
| ------------ | ----------------------- | ------------------------- | ----------------- | ------------- |
| 2011-2013    |                         | Rogério Magalhães Felix   | Carlinhos         | [ 11 ] [ 12 ] |
| 2014         | Junior Schall           | Rogério Magalhães Felix   | Mi e Avelar       | [ 13 ]        |
| 2015-2016    | Junior Schall           | Rogério Magalhães Felix   | Jorge Tornado     | [ 14 ]        |
| 2017- 2019   | Rogério Magalhães Felix | Rogério Magalhães Felix   | Jorge Tornado     | [ 15 ]        |
| 2020 - 2022  | Márcio Santana          | Rogério Magalhães Felix   | Jorge Tornado     | [ 10 ]        |
| 2023 - atual | Márcio Santana          | Rogério Magalhães Felix   | Klemen Gioz       |               |

### Coreógrafos
| Período         | Nome               | Ref.   |
| --------------- | ------------------ | ------ |
| 2012-2017       | Anderson Rodrigues | [ 13 ] |
| 2018            | Roberta Melo       | [ 16 ] |
| 2019            | Anderson Rodrigues |        |
| 2020 - presente | Ricardo Negreiros  | [ 10 ] |

### Casal de Mestre-sala e Porta-bandeira
| Período       | Nome                                  | Ref.                        |
| ------------- | ------------------------------------- | --------------------------- |
| 2007-2008     | Michael Smith e Suiane Hadisa         |                             |
| 2009          | Michael Smith e Fernanda Oliveira     |                             |
| 2010-2011     | Rubens de Castro e Lidiane Geise      | [ 11 ]                      |
| 2012-2016     | Rubens de Castro e Lyssandra Grooters | [ 17 ] [ 12 ] [ 13 ] [ 18 ] |
| 2017-2022     | Rubens de Castro e Evelyn Silva       | [ 18 ]                      |
| 2023-presente | Rubens de Castro e Janny Moreno       |                             |

### Corte de Bateria
| Período     | Rainha         | Madrinha | Musa            | Princesa       | Ref.                 |
| ----------- | -------------- | -------- | --------------- | -------------- | -------------------- |
| 2009 – 2011 | Denise Liah    |          |                 |                | [ 19 ] [ 20 ]        |
| 2012 – 2018 | Simone Sampaio |          |                 |                | [ 21 ]               |
| 2019 – 2020 | Simone Sampaio |          |                 | Isadora Salles |                      |
| 2022 – 2024 | Karine Grum    |          | Kelly De Paula  | Yohana Obyara  | [ 22 ] [ 23 ] [ 24 ] |
| 2025        | Karine Grum    |          | Beatriz Roberta | Yohana Obyara  |                      |
| 2026 –      | Karine Grum    | Lexa     |                 | Yohana Obyara  | [ 25 ]               |

## Carnavais
| Dragões da Real | Dragões da Real | Dragões da Real | Dragões da Real | Dragões da Real | Dragões da Real      | Dragões da Real |
| Ano             | Colocação | Grupo | Enredo | Carnavalescos | Ref.                 |                 |
| 2001            | Campeã | 4-UESP | Circo Criança, Uma Grande Esperança | Marcelo Luis Silva e Paulo Fornias                                                                                     |                      |                 |
| --------------- | --- | --- | --- | --- | -------------------- | --------------- |
| 2002            | 5º lugar | 3-UESP | Uni-Dune-Tê, Um Sorvete Colorê | Marcelo Luis Silva e Paulo Fornias                                                                                     |                      |                 |
| 2003            | Campeã | 3-UESP | O Brilho de Todas as Estrelas | Renato Stin |                      |                 |
| 2004            | Campeã | 2-UESP | São Paulo Cosmopolita — A Cidade do Mundo | Comissão de Carnaval                                                                                                   |                      |                 |
| 2005            | Vice-campeã | 1-UESP | O Misterioso Mundo Marinho com suas Lendas, Encantos e Riquezas | Horácio Rabaça |                      |                 |
| 2006            | 5º lugar | Acesso | O Homem Há de Voar — Um Sonho que Virou Realidade | Horácio Rabaça |                      |                 |
| 2007            | 5º lugar | Acesso | Aportei nesta Avenida em Busca do nosso Seguro | Marcelo Jorge |                      |                 |
| 2008            | 5º lugar | Acesso | Fé, Ciência e Compromisso Social: A Dragões se Veste de Luz neste Carnaval Compositores: Fabio Bonfim, Tico, Daniel Collête, Beto Zona Sul e Silvio Negão.                                                                                        | Paulo Führo |                      |                 |
| 2009            | 3º lugar | Acesso | Bem-Vindos à Idade Mídia Compositor: Armênio Poesia. | Comissão de Carnaval                                                                                                   |                      |                 |
| 2010            | 3º lugar | Acesso | Renovação... Assim Caminha a Humanidade Compositores: Helinho PDF, Luciano Capadócia, Cesinha Santos, Dom Marcos, Ronny, Betto Goís, Raphael e Xina.                                                                                              | Eduardo Caetano |                      |                 |
| 2011            | Campeã | Acesso | A Felicidade se Conta em Contos Compositores: Dom Marcos, Xina, Beto Goés, Ronny, Raphael, Cesinha, Helinho PDF e Luciano Capadócia. | Eduardo Caetano | [ 26 ]               |                 |
| 2012            | 7º lugar | Especial | Mãe, ventre da vida e essência do amor Compositores: Dico Baloeiro, Eduardo Leão, Ricardo "Rigolon", Rico e Wagner Rodrigues. | Eduardo Caetano | [ 27 ]               |                 |
| 2013            | 4º lugar | Especial | Dragão, guardião real, mostra seu poder e soberania na corte do Carnaval! Compositores: Dico, Armênio, Ricardo, Derico e Wagner. | André Cezari | [ 28 ]               |                 |
| 2014            | 5º lugar | Especial | Um museu de grandes novidades Compositores: Armênio Poesia, Dico, Wagner Rodrigues, Derico, Maurinho da Mazzei e Xandinho Nocera. | Rosa Magalhães | [ 29 ] [ 30 ]        |                 |
| 2015            | 5º lugar | Especial | Acredite se puder! Compositores: Godói, Galo, Thiago SP, Gordinho, Carlos Jr., Lagrilinha, Rodrigo Atração, Sidney Caló, Edson Liz e Tigrão. | Alex Fão, Dione Leite, Flávio Campello, Jorge Silveira, Júnior Schall e Rogério Félix                                  | [ 31 ] [ 32 ]        |                 |
| 2016            | 6º lugar | Especial | Surpresa! Adivinha o que eu trouxe pra você? Compositores: Armênio Poesia, Derico, Maurinho da Mazzei, Tuca Maia, Wagner Rodrigues e Xandinho Nocera.                                                                                             | Dione Leite, Flávio Campello, Jorge Silveira, Júnior Schall e Rogério Félix                                            |                      |                 |
| 2017            | Vice-campeã | Especial | Dragões canta Asa Branca Compositores: Thiago SP, Turko, Leo, R. Malva, Rodrigo Atração, Renne Campos, Alemão da Ilha, Paulinho Miranda e Tigrão.                                                                                                 | Dione Leite, Jorge Silveira, Márcio Gonçalves e Rogério Félix                                                          | [ 33 ] [ 34 ]        |                 |
| 2018            | 5° lugar | Especial | Minha música, minha raiz! Abram a porteira para essa gente caipira e feliz! Compositores: Armênio Poesia, Xandinho Nocera, Léo do Cavaco, Ronaldo Maransaldi, Renne Campos, Paulo Senna, Alemão do Pandeiro, Fabio Brazza, CG e Wagner Rodrigues. | Dione Leite, Márcio Gonçalves e Rogério Félix                                                                          | [ 35 ]               |                 |
| 2019            | Vice-campeã | Especial | A Invenção do Tempo - Uma odisseia em 65 minutos Compositores: Armênio Poesia, Xandinho Nocera, Léo do Cavaco, Galo, Ronaldo Maransaldi, Renne Campos, Paulo Senna, Alemão do Pandeiro, Fábio Brazza, CG e Wagner Rodrigues.                      | Mauro Quintaes | [ 36 ]               |                 |
| 2020            | 6º lugar | Especial | A Revolução do Riso: A arte de subverter o mundo pelo divino poder da alegria Compositores: Aquiles da Vila, Rapha Sp, Marcus Boldrini, Leandro Flecha, Ítalo Pires e Salgado Luz                                                                 | Mauro Quintaes | [ 37 ]               |                 |
| 2021            | Inicialmente adiados para o mês de julho, os desfiles do Carnaval 2021 foram cancelados devido a pandemia de Covid-19. | Inicialmente adiados para o mês de julho, os desfiles do Carnaval 2021 foram cancelados devido a pandemia de Covid-19. | Inicialmente adiados para o mês de julho, os desfiles do Carnaval 2021 foram cancelados devido a pandemia de Covid-19. | Inicialmente adiados para o mês de julho, os desfiles do Carnaval 2021 foram cancelados devido a pandemia de Covid-19. | [ 38 ]               |                 |
| 2022            | 7º lugar | Especial | Adoniran Compositores:Thiago SP, Léo do Cavaco, Renne Campos, Marcelo Adnet, Darlan Alves, Rodrigo Atração, Alemão do Pandeiro, Wanderley Monteiro, Paulo Senna, André Carvalho e Tigrão                                                          | Jorge Silveira | [ 39 ]               |                 |
| 2023            | 5° lugar | Especial | Paraíso Paraibano - João Pessoa, A Porta do Sol das Américas Compositores: Thiago SP, Renne Campos, Léo do Cavaco, Marcelo Adnet, Darlan Alves, Rodrigo Atração, Jairo Cruz, André Carvalho, Paulo Senna e Tigrão.                                | Jorge Freitas | [ 40 ] [ 41 ] [ 42 ] |                 |
| 2024            | Vice-Campeã | Especial | África - Uma constelação de reis e rainhas Compositores: Igor Federal, Vaguinho, Mike Candido, Afonsinho BV, Luizinho Ramos, Helber Medeiros, Thiago SP, Renne Campos, Rodrigo Atração, Darlan Alves, Jairo Cruz, Marcelo Adnet e Tigrão.         | Jorge Freitas | [ 43 ]               |                 |
| 2025            | 6º lugar | Especial | A vida é um sonho pintado em aquarela! Compositores: Galo, Léo do Cavaco, Jairo Roizen, Rodrigo Dias, Thiago Meiners, Fadico, Claudio Mattos, Clairton Fonseca, Robson Valêncio, Vitor Blanco, Alves e Tubino.                                    | Jorge Freitas | [ 44 ]               |                 |
| 2026            | | Especial | Guerreiras Icamiabas - Uma lendária história de força e resistência | Jorge Freitas |                      |                 |

## Títulos
| Títulos Dragões da Real | Títulos Dragões da Real | Títulos Dragões da Real | Títulos Dragões da Real |
|                         | Divisão                 | Total                   | Ano                     |
| ----------------------- | ----------------------- | ----------------------- | ----------------------- |
|                         | Grupo de Acesso         | 1                       | 2011                    |
|                         | Grupo 2-UESP            | 1                       | 2004                    |
|                         | Grupo 3-UESP            | 1                       | 2003                    |
|                         | Grupo 4-UESP            | 1                       | 2001                    |